# Vlag van Een

Vlag van Een

De vlag van Een is de dorpsvlag van het Nederlandse dorp Een, in de Drentse gemeente Noordenveld. De vlag werd in juli 2007 in gebruik genomen toen Een zijn 675e verjaardag vierde.
De blauwe baan symboliseert het Groote Diep, een beek nabij het dorpje. Ook verwijst het moeras dat Friesland en Een van elkaar scheidt. De gele baan stelt de zandrug voor waarop Een gelegen is. Op het midden van de vlag bevat een gestileerde weergave van de Zwartendijksterschans, op de grens van zand en moeras.
Anloo
· Annen
· Annerveenschekanaal
· Dalen
· De Groeve
· Een
· Eext
· Eexterveen
· Eexterveenschekanaal
· Elim
· Gasselternijveen
· Gasteren
· Gieten
· Gieterveen
· Grolloo
· Hollandscheveld
· Nieuw-Weerdinge
· Noordscheschut
· Schoonoord
· Tiendeveen
· Uffelte
· Wapse
· Witteveen
· Yde-De Punt
· Zorgvlied